# 獅子山公園

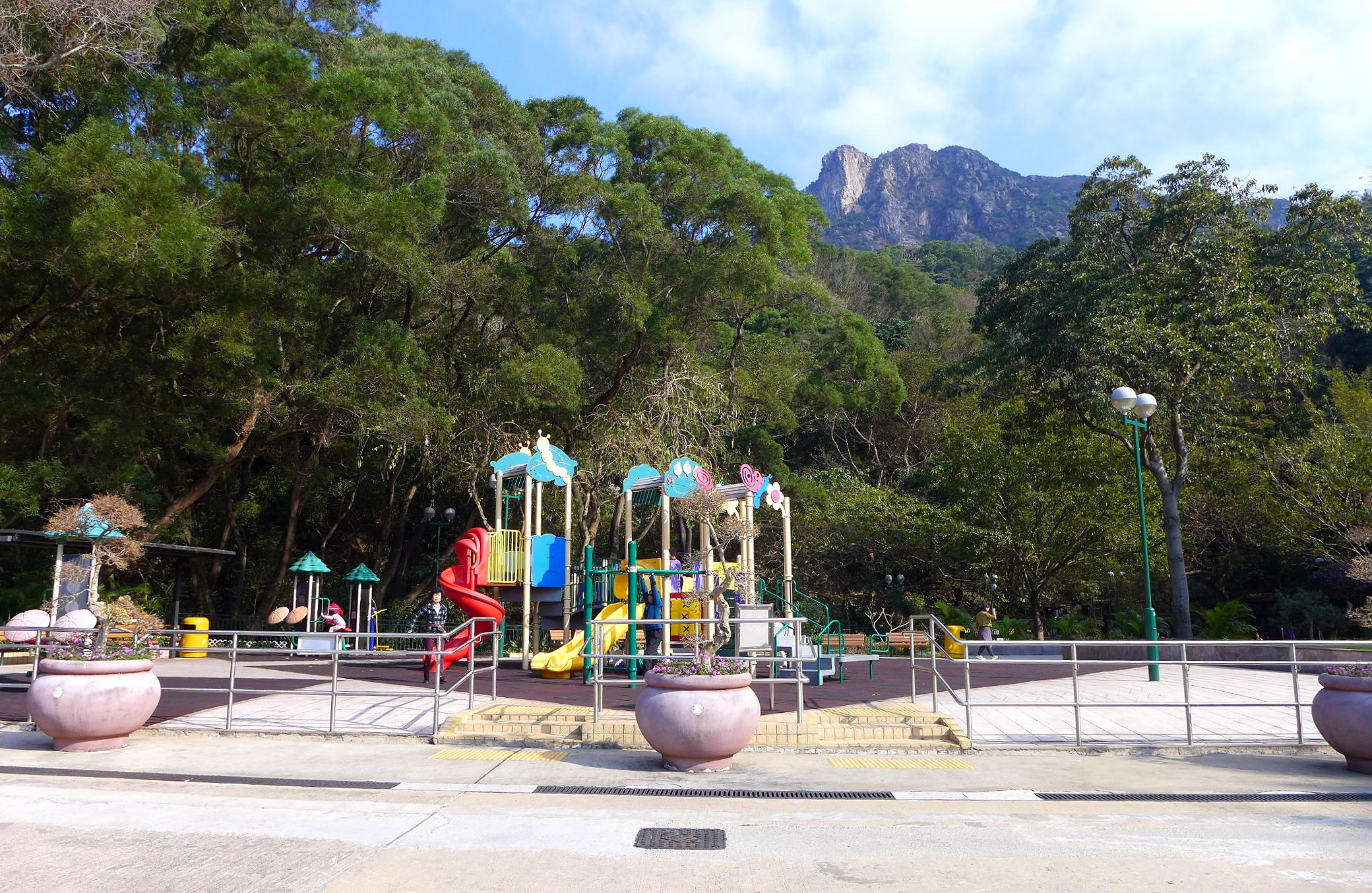
獅子山公園兒童遊樂場

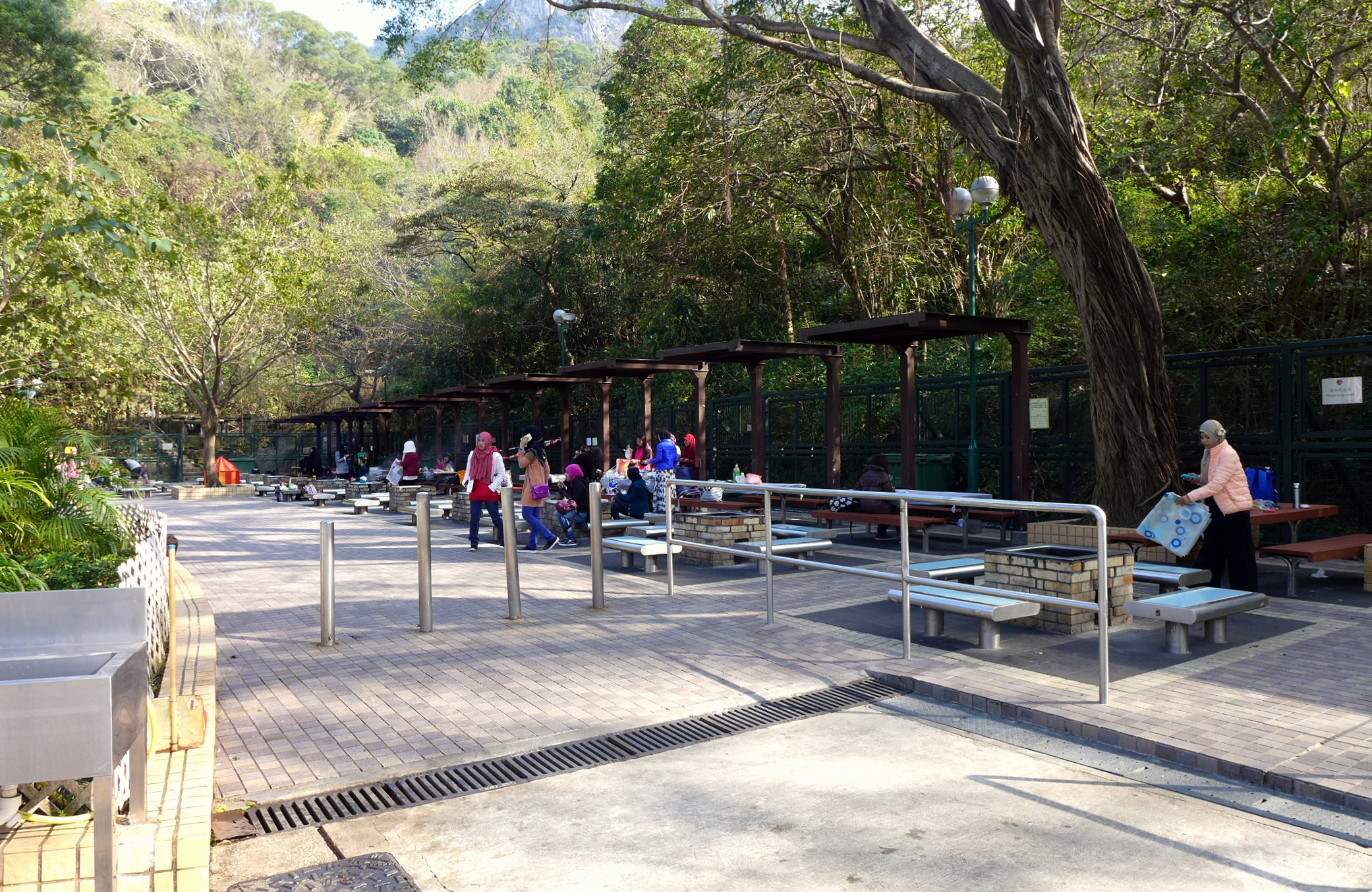
獅子山公園燒烤場

獅子山公園（英語：Lion Rock Park）為一個位於香港黃大仙區翠竹花園西南面的公園，於1966年7月23日落成開放，面積10公頃。市民可經此公園前往獅子山。

## 設施
公園內設有燒烤場、射箭場、棒球場、兒童遊樂場、公共廁所及保安室。
射箭場及棒球場的開放時間為早上6點至晚上6點。

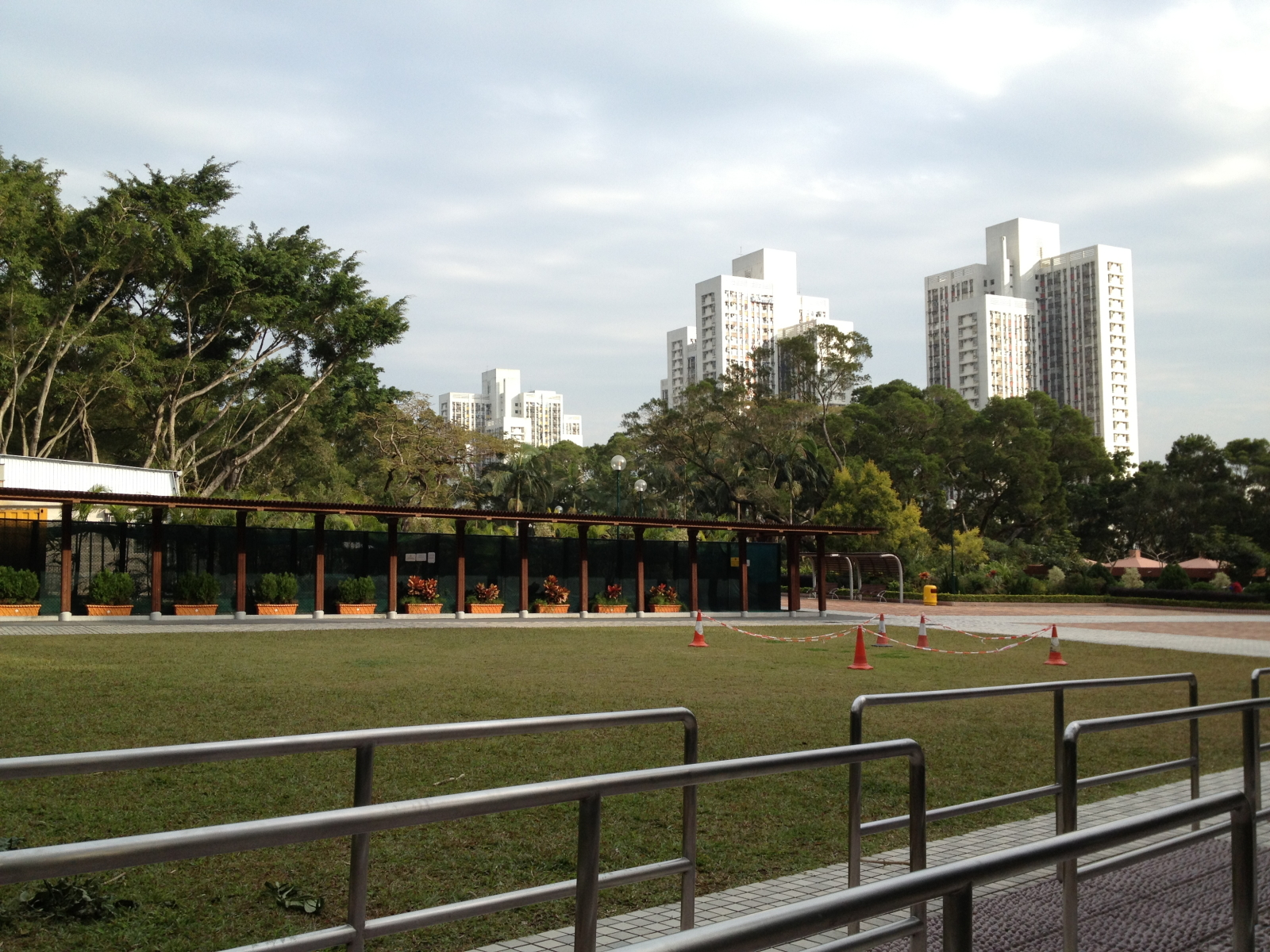
草坪
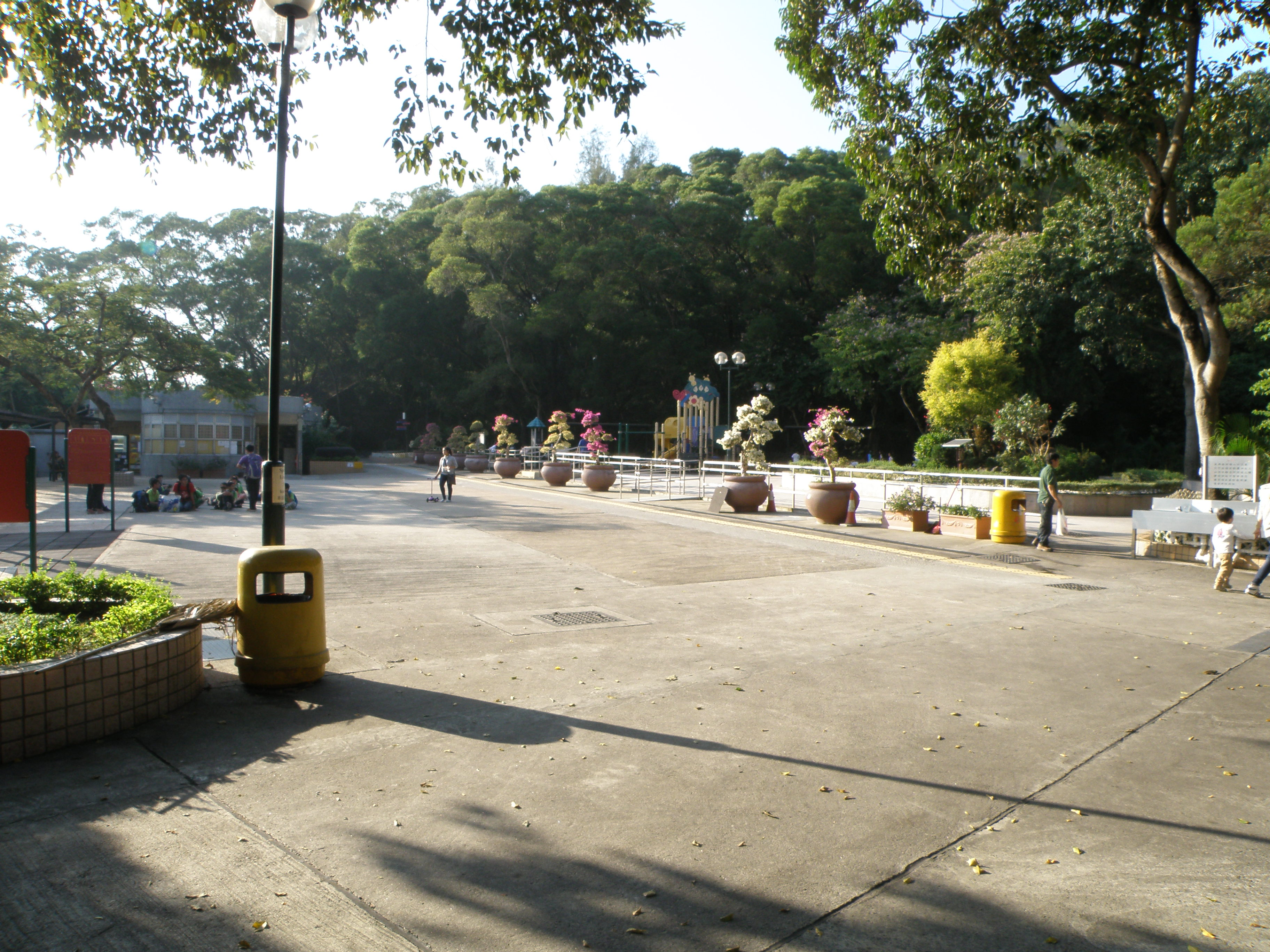
黃昏時的獅子山公園
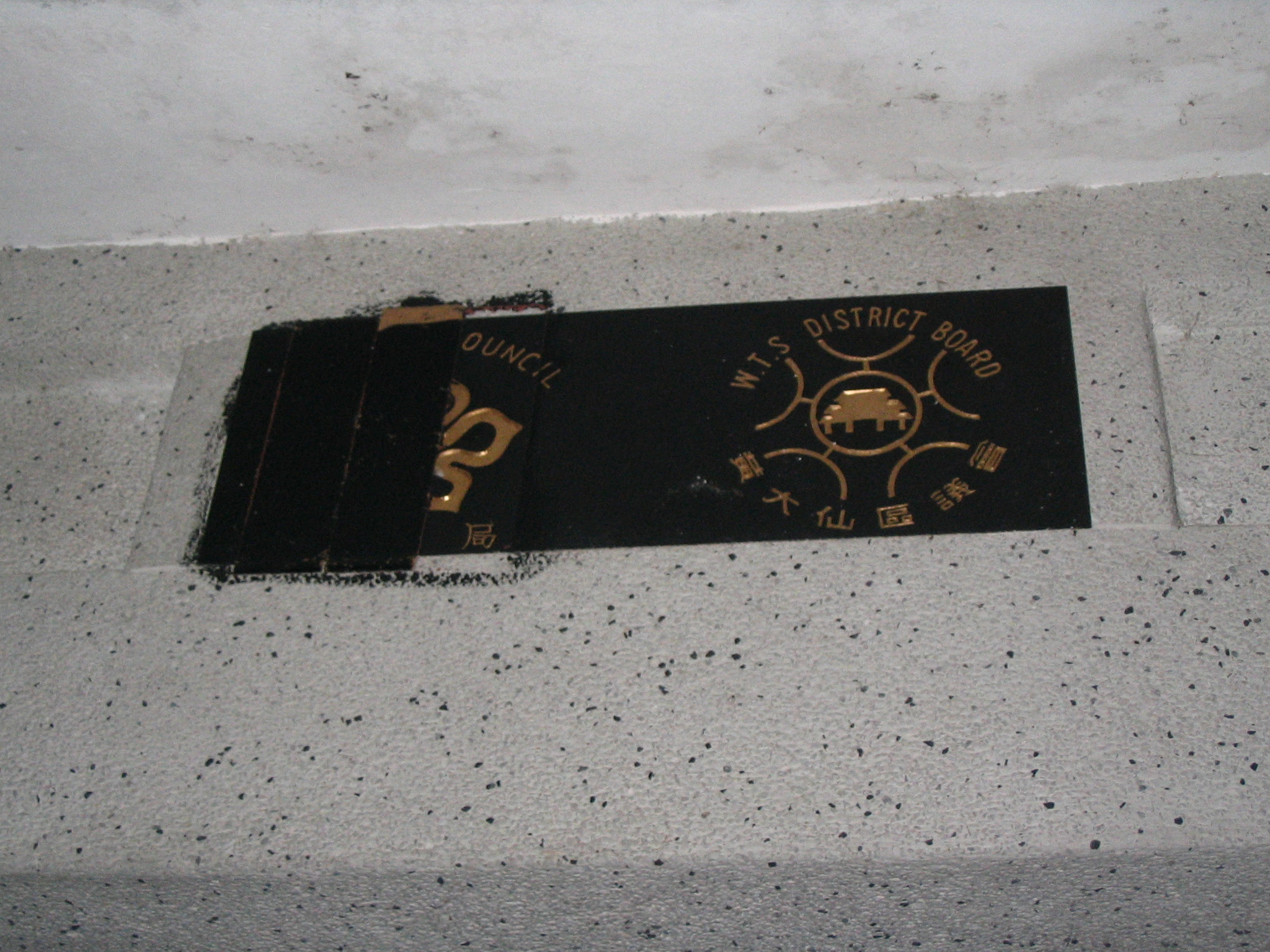
獅子山公園附近一座涼亭上被遮了一半的前市政局標誌

## 事件

### 爆發登革熱疫情 公園需關閉
2018年8月，香港突然新增大量登革熱個案，確診人數破歷來紀錄。追查後，發現大部份病人曾到訪獅子山公園，公園因此被相信是感染源頭。政府相信白紋伊蚊已將病毒傳播至下一代，於8月17日決定封閉獅子山公園。10月10日，隨著最後一宗新發現個案距今已有30天，衛生署宣布疫情結束，公園最終於10月13日重新開放。